# Lessertia brachystachya
Lessertia brachystachya är en ärtväxtart som beskrevs av Dc. Lessertia brachystachya ingår i släktet Lessertia och familjen ärtväxter. Inga underarter finns listade i Catalogue of Life.